# Lachenalia karooica
Lachenalia karooica là một loài thực vật có hoa trong họ Măng tây. Loài này được W.F.Barker ex G.D.Duncan mô tả khoa học đầu tiên năm 1996.